# Boutaïna El Fekkak
Boutaïna El Fekkak est une actrice, metteuse en scène et auteure marocaine, née en 1979 à Rabat.

## Biographie
Boutaïna El Fekkak est née le 9 juin 1979 à Rabat, où elle grandit jusqu'à l'âge de dix-huit ans. Scolarisée au lycée Descartes, elle y découvre le théâtre , et aspire à devenir actrice de cinéma. Elle entame une licence de philosophie à l'université McGill de Montréal, au Canada et prend part au cercle théâtral universitaire de Montréal.
Aspirant à devenir comédienne, elle poursuit sa formation à l'école Claude-Mathieu à Paris, puis à l'école supérieure d'art dramatique de Strasbourg, où elle rencontre dans la seconde moitié des années 2000 Caroline Guiela Nguyen, qui étudie la mise en scène et fonde en 2009 la compagnie Les Hommes approximatifs. Au cours de sa carrière, elle est confrontée à la rareté des rôles offerts aux actrices maghrébines en France.
En 2010, elle interprète le rôle d'Armande dans la comédie de Molière Les Femmes savantes, mise en scène par Bruno Bayen. Au sein de la compagnie Les Hommes approximatifs, elle joue également dans Le Bal d'Emma en 2012 et dans Elle brûle en 2013, pièces écrites par Mariette Navarro et mises en scène par Caroline Guiela Nguyen.
En 2016, Boutaïna El Fekkak travaille avec Frédéric Maragnani à la mise en scène d'une adaptation de La Vie de Galilée, de Bertolt Brecht, dont elle interprète également le rôle principal. La même année, elle intervient dans la mise en scène du spectacle Halka pour le Groupe acrobatique de Tanger.
En 2021, elle coécrit et met en scène avec Abdellah Taïa la pièce Comme la mer, mon amour,,. En 2021, elle joue dans la pièce Fraternité, conte fantastique, qui est présentée au festival d’Avignon dans une mise en scène de Caroline Guiela Nguyen.
Elle loue par ailleurs pour le cinéma dans des courts et longs métrages.

## Principales pièces de théâtre dans lesquelles elle intervient comme comédienne
- 2007 : Le Cid de Pierre Corneille, mise en scène Alain Ollivier
- 2007 : Oui, aujourd'hui j'ai rêvé d'un chien  d'après Daniil Harms, mise en scène Marie Ballet
- 2008 : Anagrammes pour Faust  d'après Adolfo Bioy Casares, mise en scène Ezéquiel Garcia-Romeu
- 2009 : Liliom  de Ferenc Molnár, mise en scène Marie Ballet
- 2009  : L'Opérette  d'après Valère Novarina, mise en scène Marie Ballet
- 2010  : Les Femmes savantes  de Molière, mise en scène Bruno Bayen[5]
- 2010 : Athalie  de Jean Racine, mise en scène Tonia Galievsky
- 2011 : Cahier d'histoires #2  d'après Fouad Laroui, mise en scène Philippe Delaigue
- 2012 : Le Bal d'Emma  de Mariette Navarro, mise en scène Caroline Guiela Nguyen[6]
- 2013 : Elle brûle  de Mariette Navarro, mise en scène Caroline Guiela Nguyen[6]
- 2015 : Layla  de Jérémie Scheidler et Arnaud Maïsetti, mise en scène Jérémie Scheidler
- 2016 : GaliléE  d'après Bertolt Brecht, mise en scène Frédéric Maragnani avec sa participation[7]
- 2017 : Où sont les ogres ?  de Pierre-Yves Chapalain, mise en scène Pierre-Yves Chapalain
- 2017 : Soudain l'été dernier  de Tennessee Williams, mise en scène Stéphane Braunschweig
- 2018 : Perdu connaissance,  mise en scène Adrien Béal
- 2018 : Macbeth  de William Shakespeare, mise en scène Stéphane Braunschweig
- 2019 : Lisières  de Jérémie Scheidler, mise en scène Jérémie Scheidler
- 2020 : Les Pièces manquantes,  mise en scène Adrien Béal[13]
- 2021 : Fraternité, conte fantastique  de Caroline Guiela Nguyen, mise en scène Caroline Guiela Nguyen[3]
- 2021 : Comme la mer, mon amour  de Boutaïna El Fekkak et Abdellah Taïa, mise en scène Boutaïna El Fekkak et Abdellah Taïa[11]
- 2021 : Toute la vérité,  mise en scène Adrien Béal
- 2023 : Andromaque de Jean Racine, mise en scène de Stéphane Braunschweig
- 2024 : Je suis perdu  de Guillermo Pisani mise en scène Guillermo Pisani
- 2024 : La Mouette  d’Anton Tchekhov mise en scène Stéphane Braunschweig
- 2025 : Maria  de Gaëlle Hermant… mise en scène Gaëlle Hermant

## Autres rôles dans des spectacles (sélection)
- 2016 : Halka (mise en scène pour le Groupe acrobatique de Tanger)[9]
- 2016 : GaliléE, d'après Bertolt Brecht (mise en scène avec Frédéric Maragnani)[7]
- 2021 : Comme la mer, mon amour, co-écriture et mise en scène de Boutaïna El Fekkak avec Abdellah Taïa[10],[11],[12]